# Congregació de la Mare de Déu de la Immaculada Concepció de Castres
La Congregació de la Mare de Déu de la Immaculada Concepció de Castres és una congregació religiosa de germanes, fundada per Jeanne Émilie de Villeneuve a Castres (França) en 1836.

## Història
Jeanne Émilie de Villeneuve, preocupada per les desigualtats socials que veia en els inicis de la Revolució Industrial, va voler crear un institut que ajudés als més desfavorits. L'austeritat i la preocupació social pels pobres, malalts, presos i marginats de la societat van ser els eixos principals de l'acció social i religiosa de la congregació. Els dos eixos de la congregació són els lemes "Només Déu" i "Servir els pobres".
La seva forta vocació missionera es va manifestar només dotze anys després de la fundació a Castres, amb les fundacions del Senegal (1848), Gàmbia i Gabon.

## Actualitat i difusió
Actualment, la congregació disposa d'escoles (unes cinquanta, amb 35.000 alumnes inscrits anualment), hospitals, cases d'acollida de nens abandonats i obres parroquials i socials. També dona servei a hospitals i a famílies desafavorides. En l'actualitat, la congregació està formada per set-centes religioses distribuïdes en setze estats (aquí ordenats segons l'any de la primera fundació): França (1836), Senegal (1848), Gàmbia (1848), Gabon (1849), Espanya (1903), Itàlia (1904), Brasil (1904), Argentina (1905), Paraguai (1939), Uruguai (1957), Mèxic (1982), Benín (1988), República Democràtica del Congo (1990), Bolívia (1992), Veneçuela (1996) i Filipines (1997).
Altres països on, en algun moment, la congregació ha tingut seu permanent han estat Portugal (1886-1910), Guinea Equatorial (1897-1918) i Camerun (1915-1916). A Roma disposa d'una residència per a l'acollida de pelegrins.